# Khí thiên nhiên

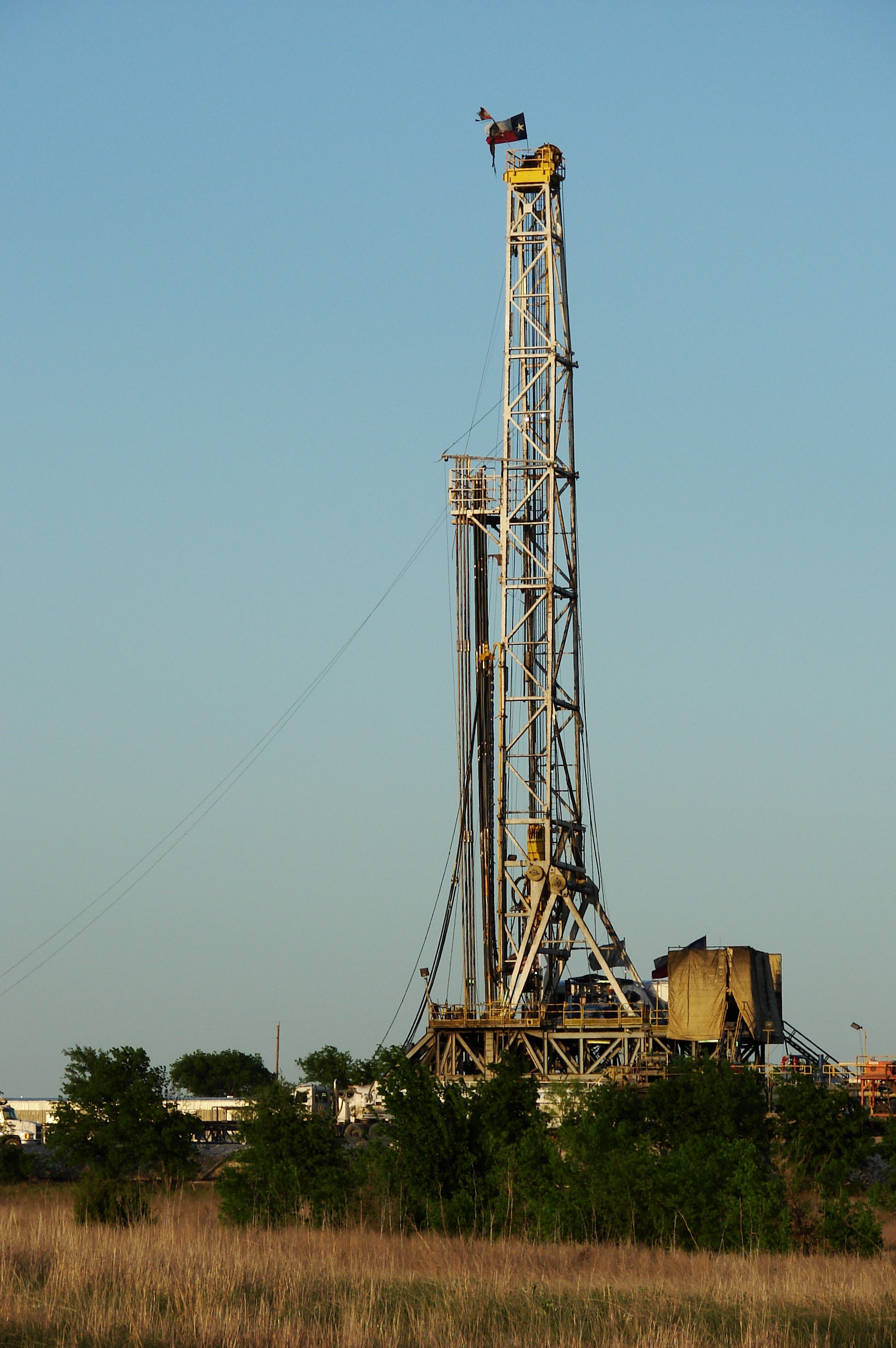
Một dàn khoan khí thiên nhiên ở Texas, Hoa Kỳ.

Khí thiên nhiên (còn gọi là khí gas, khí ga, khí đốt - từ chữ gaz trong tiếng Pháp) là hỗn hợp chất khí cháy được, bao gồm phần lớn các hydrocarbon (hợp chất hóa học chứa cacbon và hydro). Cùng với than đá, dầu mỏ và các khí khác, khí thiên nhiên là nhiên liệu hóa thạch. Khí thiên nhiên có thể chứa đến 85% metan (CH4) và khoảng 10% etan (C2H6), và cũng có chứa số lượng nhỏ hơn propan (C3H8), butan (C4H10), pentan (C5H12), và các ankan khác. Khí thiên nhiên, thường tìm thấy cùng với các mỏ dầu ở trong vỏ Trái Đất, được khai thác và tinh lọc thành nhiên liệu cung cấp cho khoảng 25% nguồn cung năng lượng thế giới. Khí thiên nhiên còn được tìm thấy trong các thành tạo ngầm dưới lòng đất hoặc liên kết với các hồ chứa hydrocarbon khác trong các vỉa than và dưới dạng clanratmêtan.
Khí thiên nhiên chứa lượng nhỏ các tạp chất, bao gồm cacbon dioxide (CO2), hydro sulfide (H2S), và nitơ (N2). Do các tạp chất này có thể làm giảm nhiệt trị và đặc tính của khí thiên nhiên, chúng thường được tách ra khỏi khí thiên nhiên trong quá trình tinh lọc khí và được sử dụng làm sản phẩm phụ.
Khí thiên nhiên từ nhiên liệu hóa thạch là 1 nguồn tài nguyên thiên nhiên không tái tạo được. Khí thiên nhiên thường được gọi đơn giản là "khí", đặc biệt là khi so sánh với các nguồn năng lượng khác như dầu hoặc than đá. Tuy nhiên, nó không được nhầm lẫn với xăng, đặc biệt là ở Bắc Mỹ, nơi thuật ngữ xăng thường được rút ngắn trong việc sử dụng.

## Sử dụng
Khí thiên nhiên được sử dụng làm nhiên liệu và nguyên liệu đầu vào cho ngành chế biến hóa chất. Là một nhiên liệu gia dụng, nó được đốt trong các bếp ga, lò ga để nấu nướng, sấy khô. Là một nhiên liệu công nghiệp, khí thiên nhiên được đốt trong các lò gạch, gốm và lò cao sản xuất xi măng. Khí thiên nhiên còn được sử dụng để đốt các lò đốt các tua bin nhiệt điện để phát điện cũng như các lò nấu thủy tinh, lò luyện kim loại và chế biến thực phẩm.
Khí thiên nhiên được sử dụng làm nguyên liệu đầu vào cho ngành hóa dầu để tạo ra các chất hóa dầu. Các chất hóa dầu này được sử dụng làm sản phẩm cơ sở cho việc sản xuất phân đạm, bột giặt, dược phẩm, chất dẻo và nhiều loại hàng hóa khác. Khí tự nhiên có thể được sử dụng để tạo ra khí hydro, với một phương pháp phổ biến là hydro reformer. Khí hydro có nhiều ứng dụng: nó là nguyên liệu chính cho ngành công nghiệp hóa chất, tác nhân hydro hóa, một mặt hàng quan trọng cho các nhà máy lọc dầu và nguồn nhiên liệu trong các phương tiện sử dụng bằng khí hydro.
Ngân hàng Thế giới ước tính rằng hơn 150 km³ khí đốt tự nhiên được đốt hoặc thông hơi hàng năm. Trước khi khí thiên nhiên có thể được sử dụng như một loại nhiên liệu, hầu hết, nhưng không phải tất cả, khí thiên nhiên phải được xử lý để loại bỏ các tạp chất, kể cả nước, để đáp ứng các thông số kỹ thuật. Các sản phẩm phụ của quá trình này bao gồm: ethane, propane, butanes, pentanes và các hydrocarbon có trọng lượng phân tử cao hơn, hydro sulfide (có thể được chuyển thành lưu huỳnh tinh khiết), carbon dioxide, hơi nước và đôi khi heli và nitơ.
Thức ăn giàu đạm và thức ăn cho cá được sản xuất bằng cách cho thêm khí thiên nhiên vào vi khuẩn Methylococcus capsulatus trên quy mô thương mại.
Khí thiên nhiên chủ yếu được sử dụng ở Bắc Bán cầu. Bắc Mỹ và Châu Âu là những nơi tiêu thụ lớn trên thế giới.

## Lịch sử
Người Trung Hoa đã sử dụng khí thiên nhiên khoảng năm 500 TCN. Họ phát hiện ra một cách để vận chuyển khí thoát ra từ mặt đất bằng các đường ống dẫn bằng tre đến nơi sử dụng để đun sôi nước muối để trích xuất các muối, ở huyện Tự Lưu Tỉnh của Tứ Xuyên.
Vào thế kỷ XVII, khí thiên nhiên đã được sử dụng để sưởi ấm và chiếu sáng ở miền Bắc Ý. Ở Hoa Kỳ, khí thiên nhiên lần đầu đã được phát hiện ở Fredonia, New York vào năm 1825.
Do khí thiên nhiên ở dạng khí (mật độ thấp) khó vận chuyển bằng các phương tiện thông thường, trong lịch sử khí thiên nhiên đã được sử dụng ở các khu vực gần mỏ khí. Khi ngành công nghiệp dầu khí phát triển vào thế kỷ XIX và thế kỷ XX, khí thiên nhiên được phát hiện cùng dầu mỏ (khí đồng hành) từ các mỏ ngầm thường được xử lý như chất phụ phẩm phế thải và thường được đốt bỏ ngay trên giàn khoan. Ngày nay, khí thiên nhiên được vận chuyển thông qua các mạng lưới đường ống dẫn khí rộng lớn hoặc được hóa lỏng và chở bằng tàu bồn.
Đến năm 2009, 66.000 tỷ m³ (hoặc 8%) đã được sử dụng trong tổng số ước tính 850.000 tỷ m³ trữ lượng khí thiên nhiên có thể thu được còn lại. Dựa trên mức tiêu thụ của thế giới năm 2015 ước tính khoảng 3.400 tỷ m³ khí đốt/năm, tổng số trữ lượng khí có thể khai thác kinh tế ước tính còn lại sẽ kéo dài 250 năm với mức tiêu thụ hiện nay. Sự gia tăng hàng năm trong cách sử dụng từ 2-3% có thể dẫn đến dự trữ hiện thu hồi kéo dài ít hơn đáng kể, chỉ còn khoảng 80 - 100 năm.

## Hiện diện

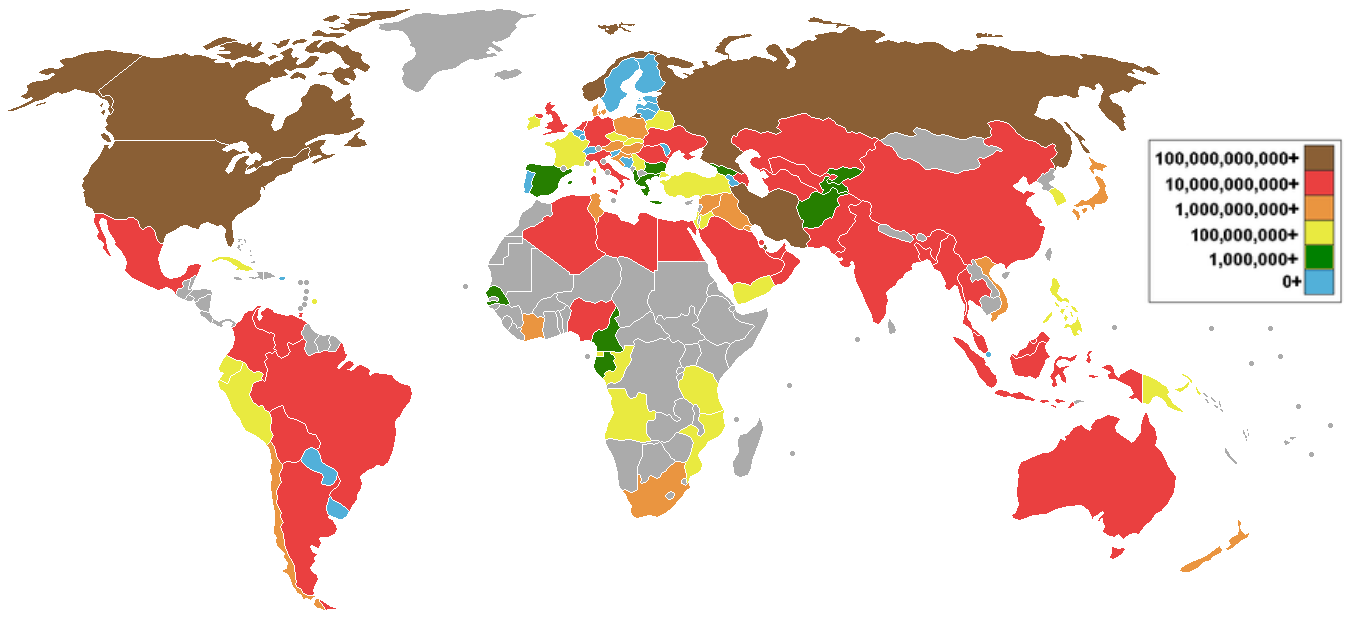
Bản đồ sản lượng khí thiên nhiên theo quốc gia (các quốc gia màu nâu và tiếp theo là màu đỏ là những quốc gia có sản lượng lớn nhất)

## Chế biến khí thiên nhiên

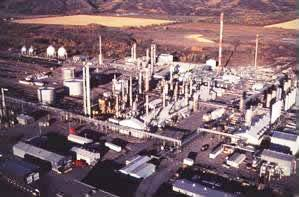
Một nhà máy xử lý khí thiên nhiên